# 卡雷劇院

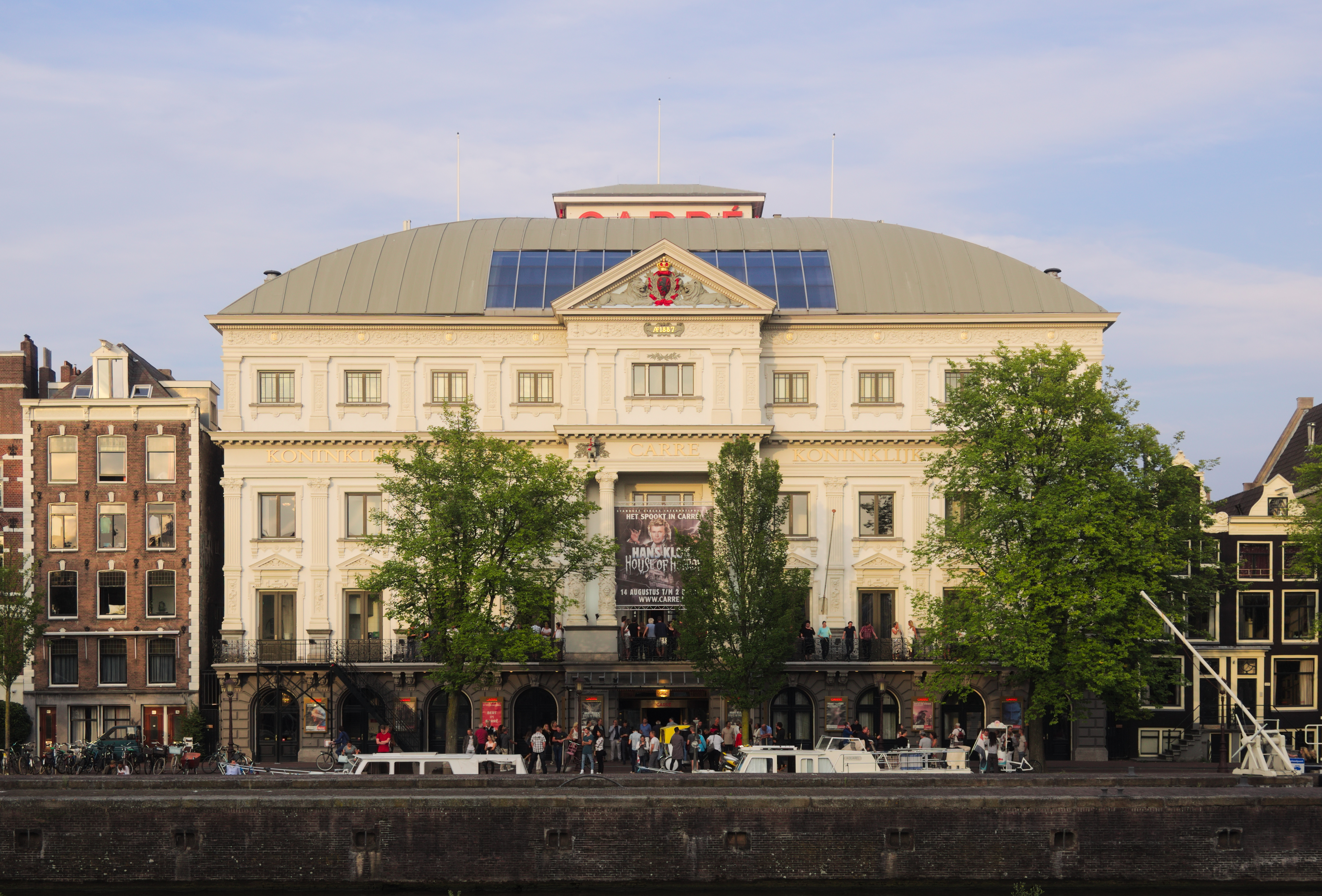
卡雷劇院

卡雷劇院（荷蘭語：Koninklijk Theater Carré）是荷蘭首都阿姆斯特丹的一座建築，外觀為新文藝復興式風格。這座劇院創建於1887年。現在卡雷劇院用於音樂劇和流行音樂演唱會使用。2004年，卡雷劇院進行了大規模翻新。

## 外部連結
- 维基共享资源上的相關多媒體資源：卡雷劇院
- 官方网站

52°21′45″N 4°54′15″E / 52.3624°N 4.9042°E